# مونبتاروس

خريطة علوية لمونبتاروس

هَيْكَلٌ أُحَادِيُّ الْجَنَاحِ أو المونبتاروس (باليونانية القديمة:ὁ μονόπτερος، من الشكلات الأغريقية:μόνος بمعنى واحد، مفرد، وحيد) هو كولانيد دائري يدعم سقفاً لكن من غير جدران. على عكس الثولوس (tholos) (بمعناها الأوسع كمبنى دائري)، وليس لديه السيلا. في اليونان القديمة وخصيصاً روما القديمة أمكن استخدام هذا المُفرد لوصف الثولوس. في الأوقات القديمة كلمة مونبتاري (باليونانية القديمة:οἱ μονόπτεροι) خدمت بين أشياء أخرى كـمظلة (Baldachin) للمحبوب أو الحكام. مثال ذلك نصب تشوراجيك ليسيكراتس في أثينا، وإن كانت المساحات بين الأعمدة مسورة، حتى في العصور القديمة. معبد روما وأغسطس في الأكروبول الأثيني هو مونبتاروس من العصر الروماني بمساحات مفتوحة بين الأعمدة. قام شيرياكو دي بيتسيكولي، وهو مسافر من القرن الخامس عشر، بتسجيل نقوشاته للـ ساكف في كتابه: Ad praefatae Palladis Templi vestibulum.

## أمثلة على هذا النظام المعماري

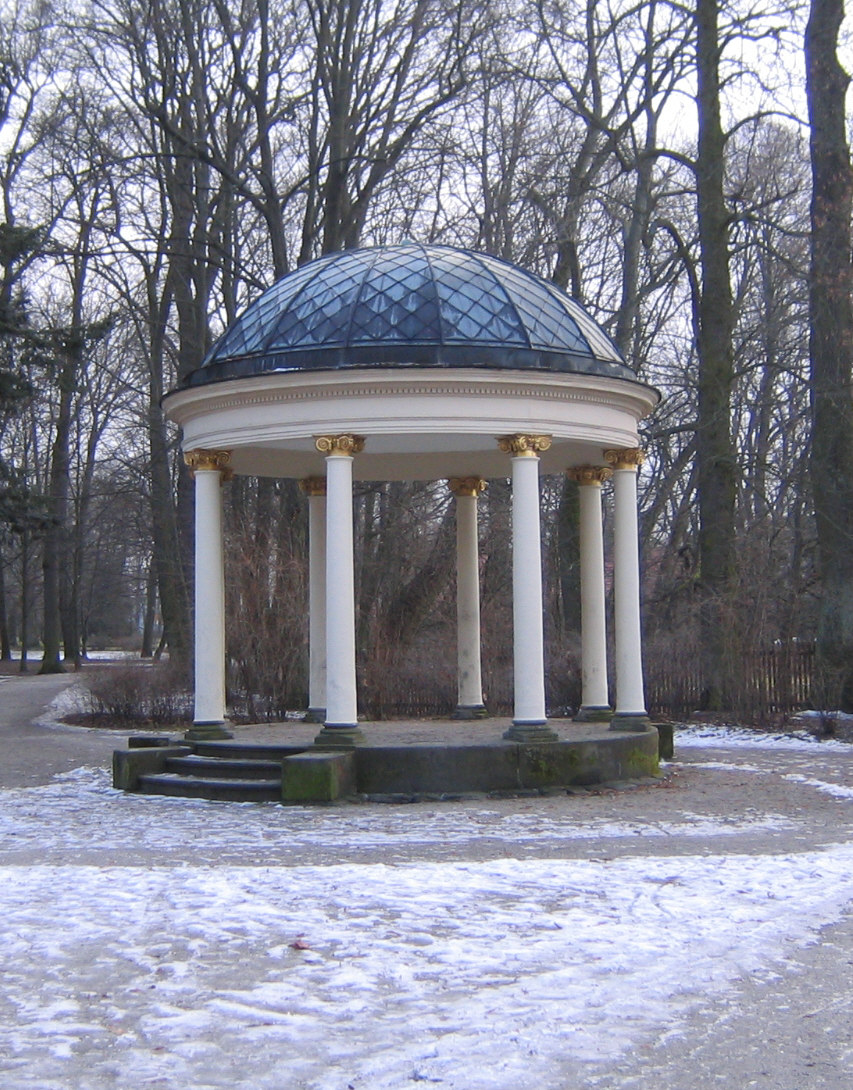
The pavilion in the Court Garden of the New Palace, Bayreuth
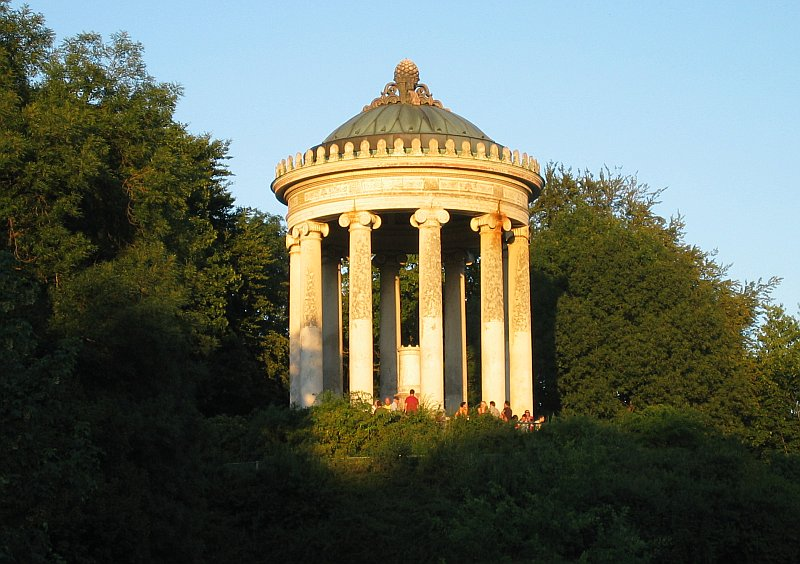
The monopteros in the English Garden, Munich
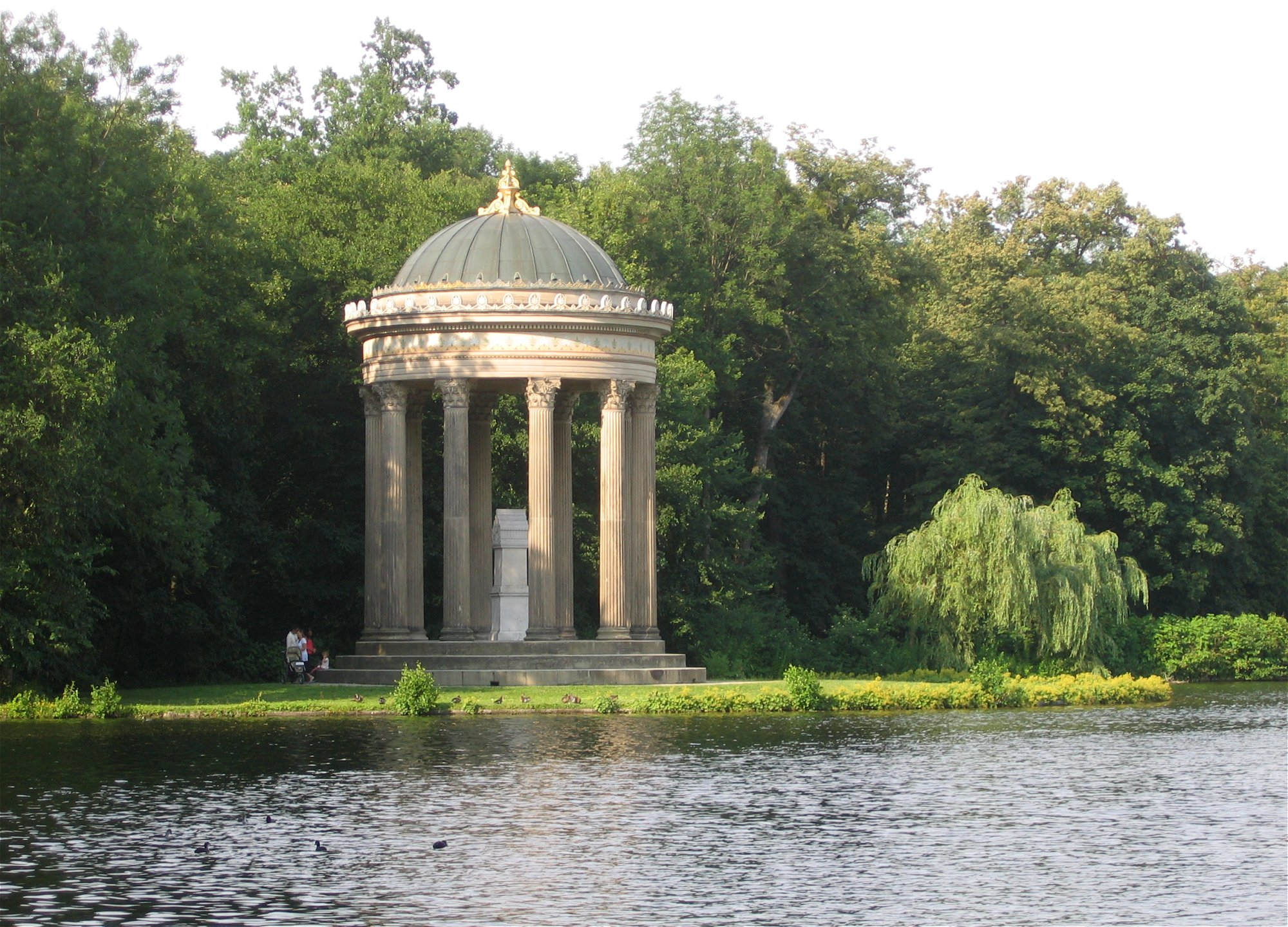
The Apollo Temple in the Nymphenburg Castle Park, Munich
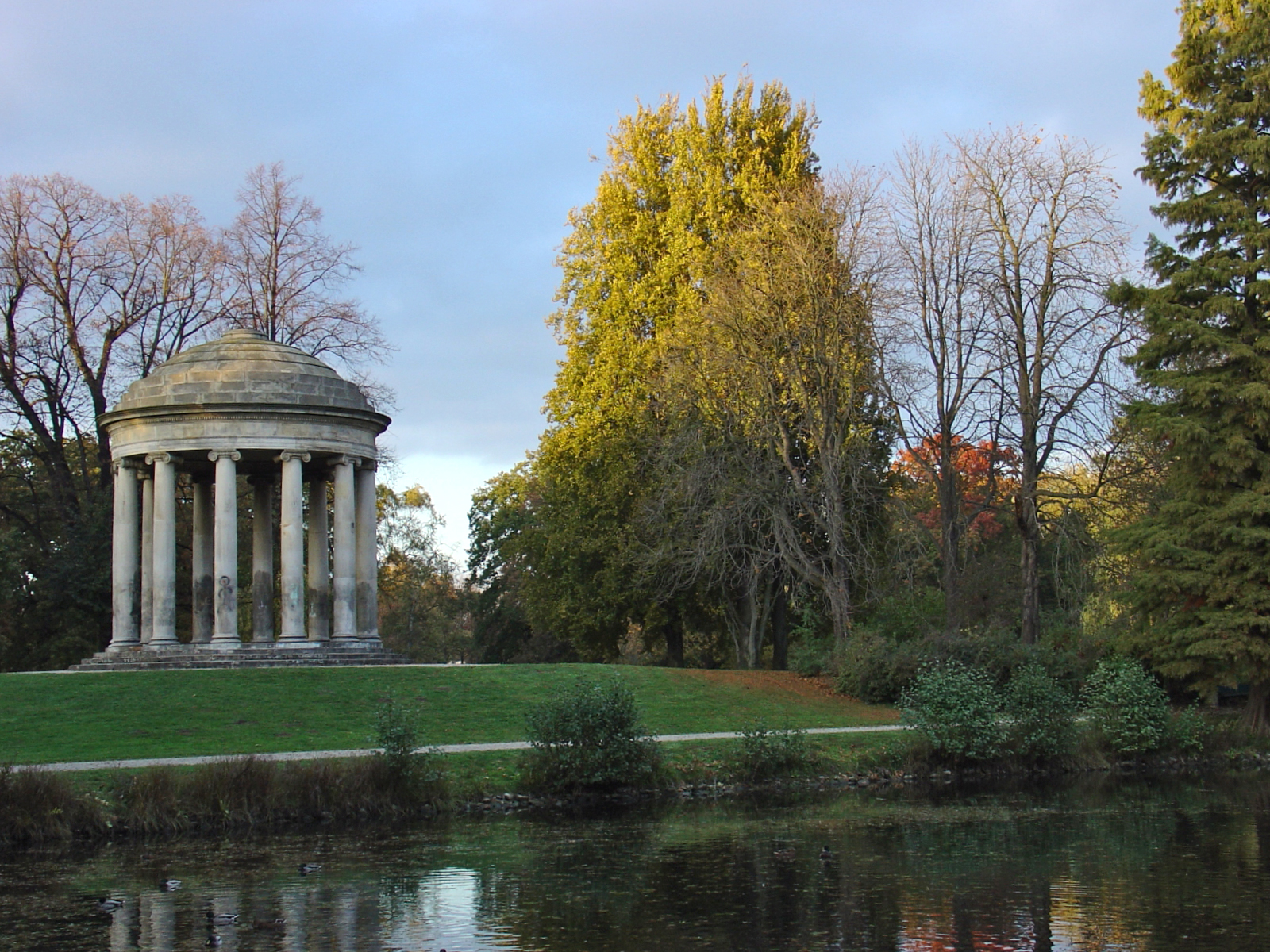
The Leibniz Temple in the Georgengarten, Hanover
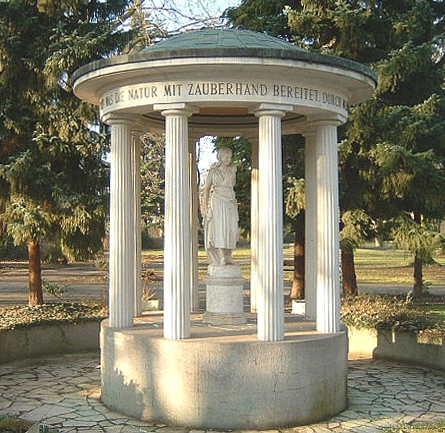
Well temple in the spa park at Bad Vilbel
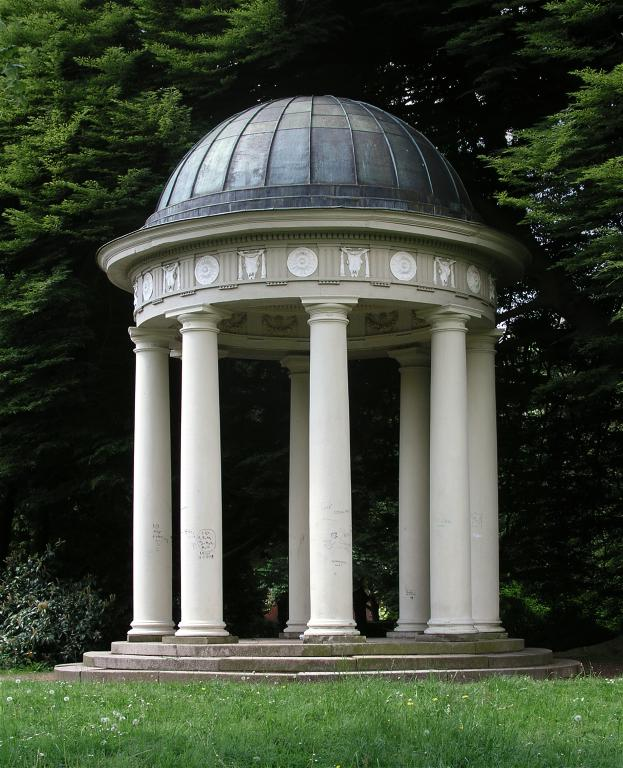
Monopteros in the castle park at Eutin Castle (by C.F. Hansen, 1796)
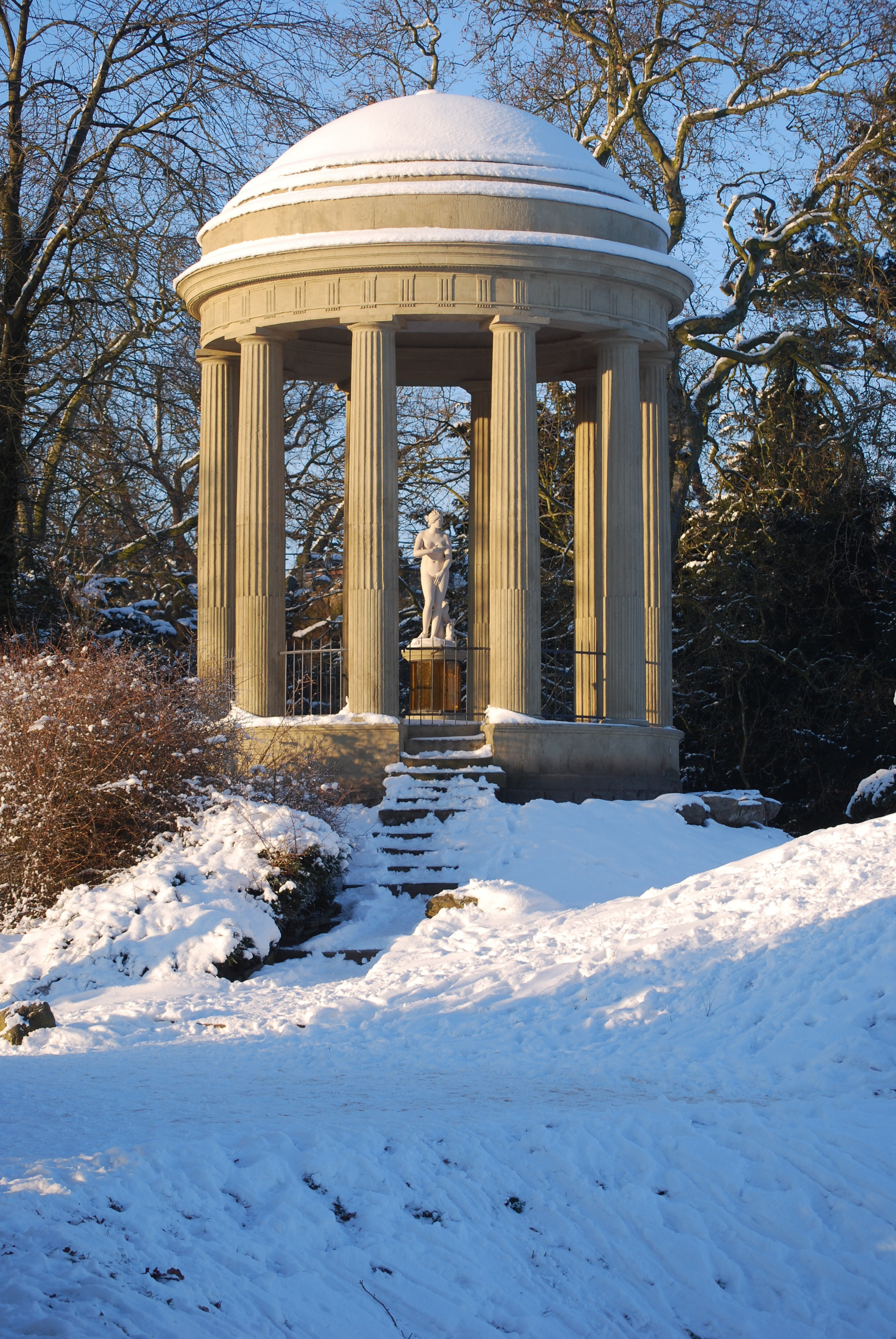
Venus Temple in the Wörlitzer Park
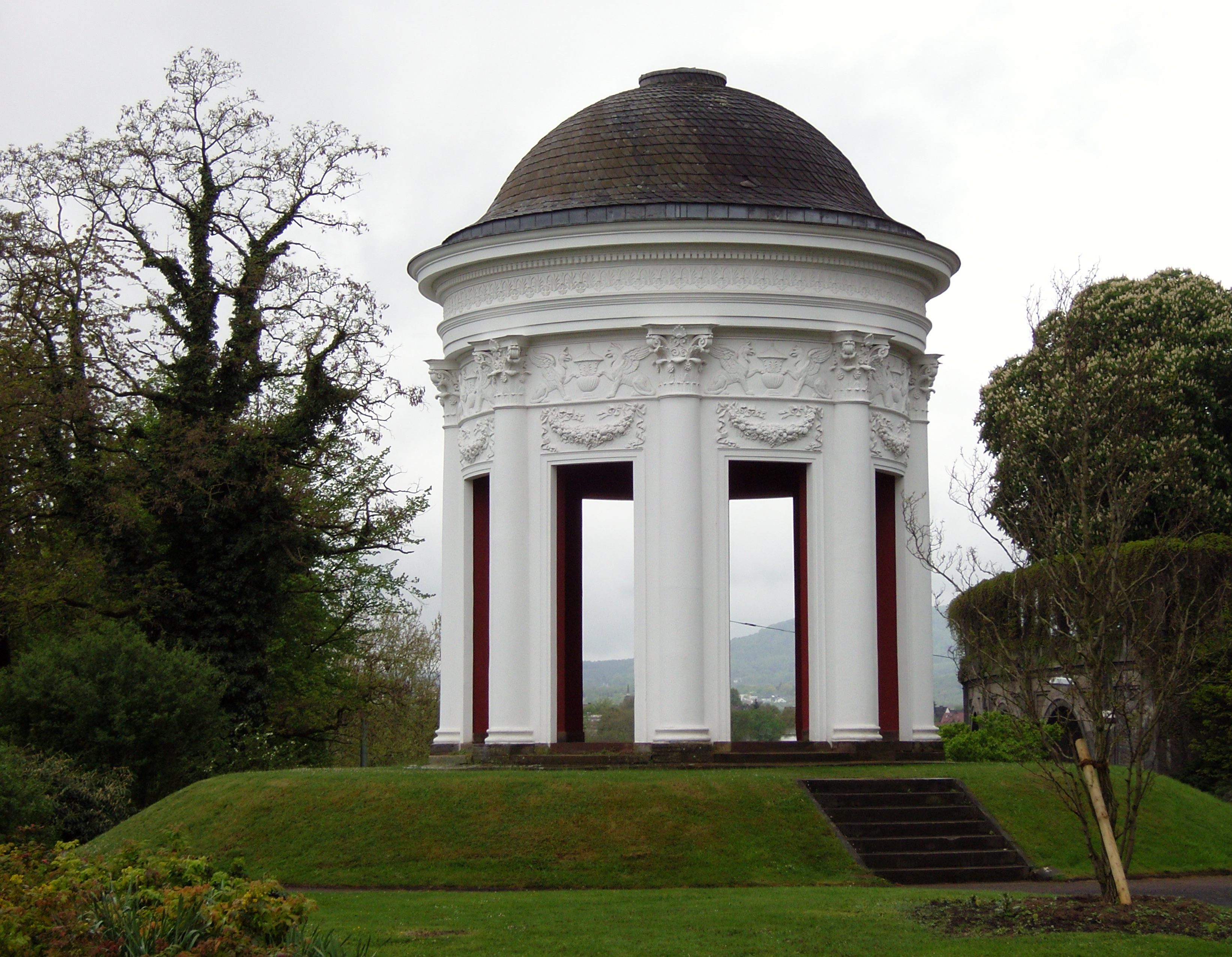
The Breakfast Pavilion (Frühstückspavillon) in Kassel
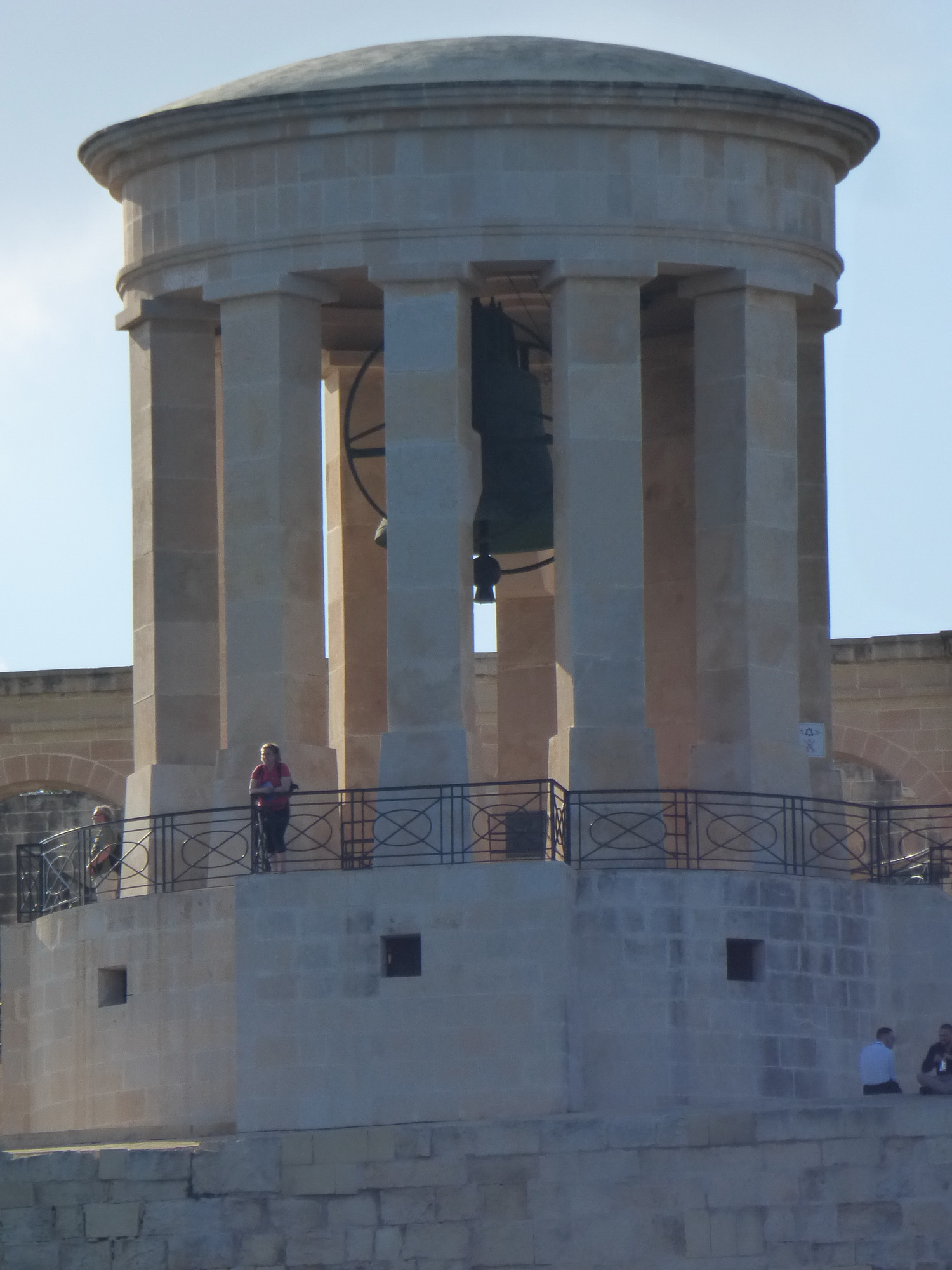
The Siege Bell Memorial in Valletta

## المؤلفات
- Wolfgang Binder: Der Roma-Augustus Monopteros auf der Akropolis in Athen und sein typologischer Ort. Karlsruhe 1969.
- Ingrid Weibezahn: Geschichte und Funktion des Monopteros. Untersuchungen zu einem Gebäudetyp des Spätbarock und des Klassizismus. Hildesheim 1975, (ردمك 3-487-05764-6). Online:  (Google Books)

## روابط خارجية
- مشهد بانورامي 360 لـ فيسبادن مونبتاروس
- الصور والخلفية التاريخية لـ معبد لايبنيز في هانوفر